# Hoschana Rabba
Der siebte Tag des jüdischen Pilgerfestes Sukkot, der 21. Tag des Monats Tischri, ist bekannt als Hoschana Rabba (reichsaramäisch הושענא רבה ‚Großes Hoschana‘, auch als „Palmfest“; hoschana bedeutet übersetzt „So hilf doch!“).
Hoschana Rabba gehört zu den Chol HaMoed (hebräisch חול המועד) den „Zwischen“-Feiertagen von Sukkot (und Pessach). Diese Tage vermischen die Merkmale eines חול „chol“ (Wochentags) und eines מועד „moed“ (Festtages). Dieser Tag wird durch einen speziellen synagogalen Gottesdienst geheiligt, den Hoschana Rabba, in dem sieben Rundgänge (Hakkafot) mit dem Lulav ausgeführt werden. Üblicherweise werden die Torarollen während dieser Prozession aus dem Toraschrein hervorgeholt. In einigen wenigen Gemeinden wird der Schofar nach jeder Prozessionsrunde geblasen.
Hoschana rabba ist der siebte Tag von Sukkot und gleichzeitig der letzte Tag der „hohen Feiertage“. Entsprechend der jüdischen Kabbala war und ist es ein Tag, an dem „Zettel in den Himmel“ geschickt werden, um das dort gefällte Urteil, das für jeden Juden für das ganze kommende Jahr bereits festliegt, vielleicht doch noch zu beeinflussen. Im Rahmen dieser Tradition wünscht jeder dem Nächsten „Ein gutes Zettelchen!“ oder, wie man auf Jiddisch sagt, A gutt Kwittel! Vielerorts wird am Vorabend von Hoschana Rabba eine Wachnacht gehalten, während der man das fünfte Buch Mose studiert.

## Daten
| Jüdisches Jahr | Gregorianisches Jahr |
| -------------- | -------------------- |
| 5785           | 23. Oktober 2024     |
| 5786           | 13. Oktober 2025     |
| 5787           | 2. Oktober 2026      |
| 5788           | 22. Oktober 2027     |

## Ablauf

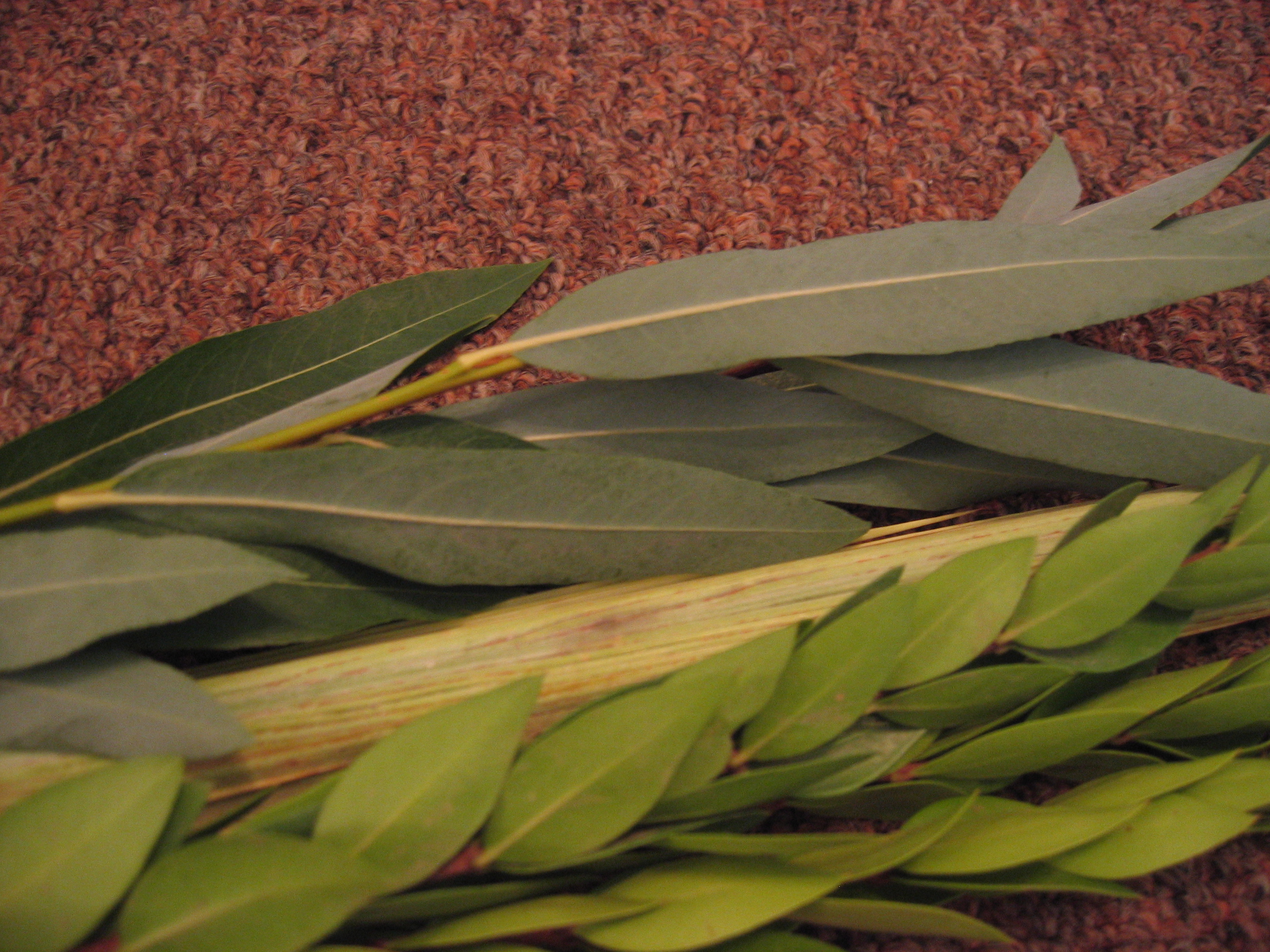
Weidenzweige für den Festtag

Am Morgen von Hoschana Rabba steht der Vorbeter vor dem Toraschrein in einem weißen Kittel, Sargenes genannt, genau wie am Neujahrsfest und am Versöhnungstag. In der Synagoge erfolgen sieben Rundgänge mit der Torarolle bzw. den Torarollen und mit dem Lulav bzw. den vier Arten, als Symbol der Befreiung vom Übel. Nach den sieben Hakkafot erfolgt das rituelle Schlagen mit den Weidenzweigen: Man legt die vier Arten beiseite und nimmt stattdessen eine Gruppe von fünf Bachweidenzweigen, die zusammengebunden sind, in die Hand.
Nach Beendigung des Kaddisch werden die Weidenzweige fünfmal auf den Boden oder auf eine Stuhllehne geschlagen. Dann wirft man sie an einen Ort, an dem niemand auf sie treten kann. Die genaue Bedeutung dieses Brauchs aus der Zeit des zweiten Tempels ist nicht geklärt. Entsprechend der Gästeliste ist nach traditionell-jüdischem Verständnis König David am Tag von Hoschana Rabba zu Gast. Aus diesem Grund werden am Abend von Hoschana Rabba Verse gelesen, die mit König David zusammenhängen.